# Промпот, Сорают
Сорают Промпот (тайск. สรยุตม์ พรหมพจน์; род. 16 августа 1949 года, Таиланд) — таиландский дипломат, чрезвычайный и полномочный посол Королевства Таиланд в ряде стран, включая Филиппины (1992—1998), Австрию (1998—2002), Российскую Федерацию (2003—2007), Германию (2007—2009).

## Биография
Родился в семье предпринимателей. Начальное образование получил в Колледже Вачиравуда, затем учился в США в Крэнбрукской школе в штате Мичиган. В 1971 году окончил Оклендский университет со степенью бакалавра политологии. В 1972 получил звание магистра азиатских исследований в Университете штата Мичиган. В 1991 году окончил Национальный оборонный колледж Таиланда.
Карьеру начал в Канцелярии Секретариата премьер-министра Таиланда, где в 1972 году был назначен начальником отдела информации. В 1976 году перешё на работу в Министерство иностранных дел в качестве атташе отдела экономической информации Департамента по экономическим вопросам. В 1977 году был повышен до должности третьего секретаря, в 1979 — до должности второго секретаря.
В 1980 году направлен в посольство Королевства Таиланд в Токио в качестве второго секретаря. В 1983 году занял должность первого секретаря посольства. В 1984 году переведён в Департамент по политическим вопросам на должность первого секретаря отдела Восточной Азии. С 1985 года занял должность первого секретаря в Канцелярии Секретариата министерства, а затем с 1986 года работал в должности советника Департамент по политическим вопросам. Через год возглавил в департаменте отдел по европейским делам. В 1989 году переведён помощником государственного секретаря в секретариат Государственного департамента. В 1990 году повышен в должности до посла.
Впервые назначен чрезвычайным и полномочным послом Королевства Таиланд в Республику Филиппины в 1992 году, оставался в этом качестве до 1998 года. С 1998 по 2002 год находился в качестве посла Таиланда в Австрии, одновременно исполняя обязанности посла в Словакии и Словении, а также являясь чрезвычайным и полномочным послом ООН в Вене. С 2005 по 2007 год исполнял обязанности чрезвычайного и полномочного посла Королевства Таиланд в Российской Федерации, а также в Армении, Молдове, Украине, Республике Беларусь и Грузии. В 2007 году возглавил посольство Таиланда в Германии.

### Работа в России
Вскоре после вступления Сораюта Промпота в должность посла состоялся визит президента России в Таиланд (первое посещение Таиланда главой государства), подготовленный его предшественником. За четыре года работы в три раза увеличился туристический поток россиян, был организован первый визит в Россию министра туризма и спорта Таиланда, подготовлено открыто региональное представительство Управления по туризму Таиланда в России и СНГ, а одним из наиболее важных итогов стало введение безвизового режима.

## Семья
Сорают Промпот женат на Амаралак Промпот, имеет трёх взрослых детей.